# مكتبة 2.0

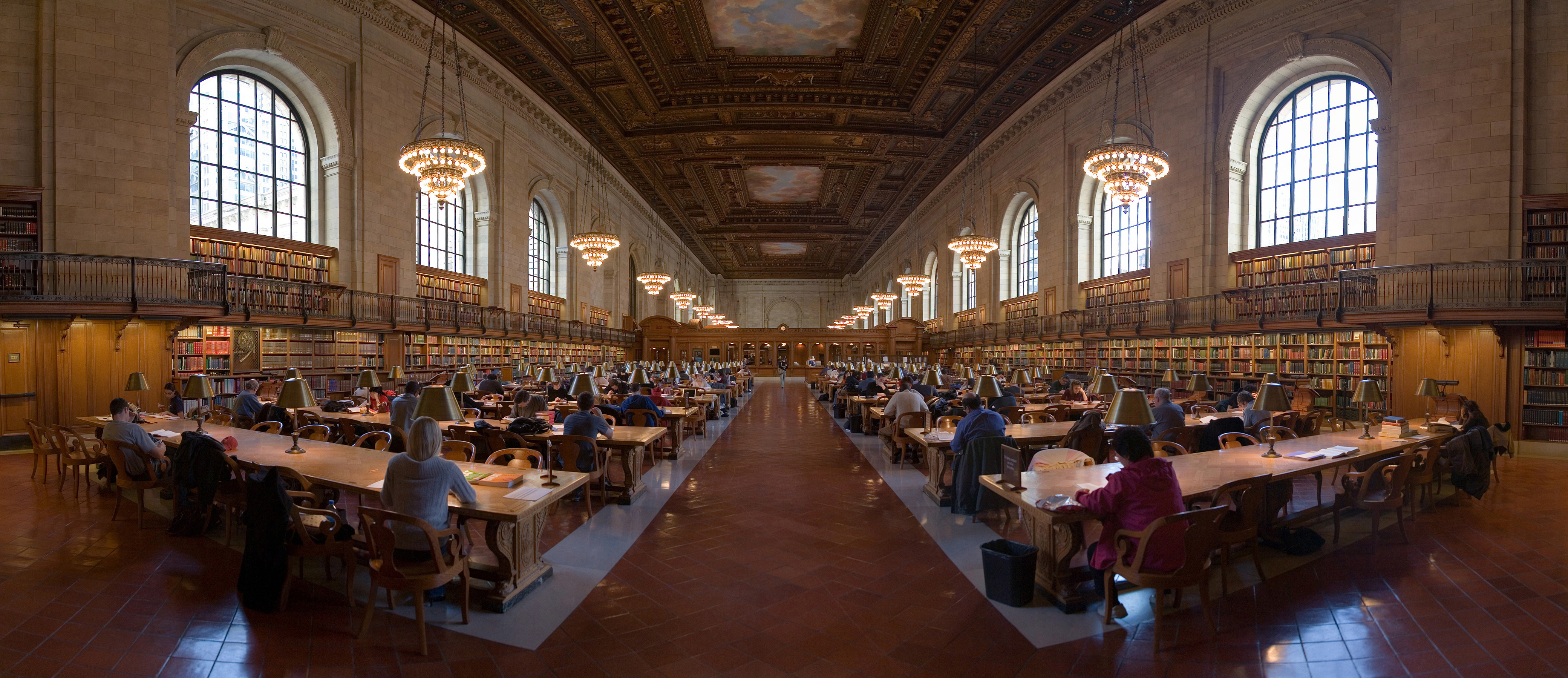

مكتبة 2.0 (بالإنجليزية: Library 2.0)‏ أو الجيل الثاني للمكتبات هو نموذج غير معرف بدقة لشكل حديث من خدمة المكتبة، والذي يعكس التطور في عالم المكتبات في طريقة تقديم الخدمات للمستخدمين.
يعود أول استعمال لمصطلح المكتبة 2.0 حسب Michael Casey سنة 2005 في مدونة "Library crunch" أين حاول تقديم الإمكانيات التي يوفرها الويب 2.0 و التي يمكن الاستثمار فيها من طرف المكتبات، حيث أشار صاحب المدونة أن مجتمع المكتبات في ملتقى طرق مع العديد من مكونات الويب 2.0 , و التي لها قيمة بالغة و قابلة للتطبيق في مجال المكتبات ومراكز المعلومات.
من أهم التعريفات التي أشارت إلى مفهوم الجيل الثاني للمكتبات هو تعريف سارة هوغتون جان، حيث ذكرت أنها «تعني أن تجعل من مكتبتك فضاء الافتراضي والطبيعي متسع ورحب، أكثر تفاعلا وأكثر تعاونا، مع الانتباه لأن يكون العمل بدافع من الحاجات المعلوماتية لدى المجتمع وفي إطار خط واضح يركز علي جذب أكبر عدد من المستفيدين إلي المكتبة وذلك من خلال توطيد العلاقة بين المجتمع والمكتبة بحيث تصبح الثانية هي الجهة التي يرتادونها كمكان يجدون فيه الكثير من الموضوعات المرتبطة بحياتهم اليومية».
و لا يوجد حتى الآن تعريف قار نسبيا للمكتبة 2.0 ، على الرغم من المحاولات العديدة من طرف المختصين. و قد يعود السبب في ذلك إلى ارتباط هذا المصطلح بتطبيقات الويب التي تتميز بالتطور السريع و المتلاحق فضلا عن تكنولوجيا المعلومات و الاتصال المستعملة في المكتبات، و يشير Kim Holmberg في دراسة حاول من خلالها تعريف المكتبة 2.0 ، يقول " ... لقد ركزت هذه التعاريف على أجزاء مختلفة للمكتبة 2.0، بحيث فضل البعض التركيز على تقنيات الويب 2.0، في حين اعتمد الآخرون على خدمات المكتبة التي تستدعي مشاركة المستفيد، لذلك لابد من تعريف أكثر شمولية لتحديد مقومات و جوهر المكتبة 2.0"
أما Jack M. Maness فقد عرفها بأنها عبارة عن فضاء افتراضي يرتكز على المستخدمين، فهو فضاء إلكتروني اجتماعي بحت…. في حين يعتبر المكتبي 2.0 بمثابة المدعم و المحفز، و ليس بالضرورة المسؤول الرئيسي في إنشاء المحتوى، بحيث يتفاعل المستفيدين مع بعضهم البعض و مع المكتبي في إعداد المحتوى و مصادر المعلومات الى درجة تمثيل للمكتبة المادية في البيئة الافتراضية و قد يتطلب تواجد المكتبة على شبكة الإنترنت في سياق المكتبة 2.0 استخدام نفس التقنيات و التطبيقات المعتمدة من طرف مجتمع المستفيدين"
هذا ما يقودنا للقول الى أن المكتبة 2.0 عبارة عن تطبيق أدوات الويب 2.0 على شبكة الانترنت من أجل خلق أرضية اجتماعية في بيئة رقمية تعكس البنية المادية للمكتبة بمختلف مستوياتها أين يتم العمل على جذب أكبر عدد ممكن من المستفيدين الى المكتبة و خلق جو من التنافس المثير للاهتمام و روح التعاون المثمر من خلال التحاور والمشاركة وذلك في إطار التفاعل بين المستفيدين و المكتبة  من أجل تطوير و تحسين الخدمات و الاعتناء بها و بناء المجموعات و إثرائها على الانترنت و إدارة المكتبة.

## ركائز المكتبة 2.0
أ /المستفيد: اذ يولى الاهتمام أكثر إلى المستفيد و مساهمته إلى جانب المكتبي في إنشاء المحتويات و الخدمات على موقع المكتبة.
ب/ المحتوى: حيث تعتبر المواد السمعية و البصرية من أهم المصادر الإلكترونية في بيئة مكتبات 2.0.
ت/ المظهر الاجتماعي: تواجد المكتبة على الويب ينطوي على المشاركة في الشبكات الاجتماعية، و هناك طرق متزامنة و غير متزامنة للمستخدمين في التواصل مع بعضهم البعض و مع المكتبي.
ث/ الإبداع والابتكار: يشارك المستفيدين إلى جانب المكتبيين في اتخاذ القرارات الخاصة بالمكتبة، مثل التغييرات في المبنى و التجهيزات أو تركيب نظام جديد أو مشاركة المستفيد في عملية اقتراح المصادر عن طريق الروابط المناسبة.
و تجدر الإشارة إلى أنه يتم التفاعل مع المكتبة 2.0 من خلال موقع على الويب الذي يوفر مختلف أدوات و تطبيقات الويب 2.0 التي تتكامل مع خدمات المعلومات التي تقترحها المكتبة، مما يضفي عليها ميزة التفاعل و المشاركة بين مجتمع المستفيدين و المكتبيين في توفير المعلومات و تبادلها و إدارتها.

## خصائص المكتبة 2.0
- قابلية وإمكانية التوسع السريع للمكتبة وخدماتها عبر كامل بيئة الويب 2.0.
- تداول واسع لخدمات المكتبة من قبل مختلف فئات المستفيدين.
- تحسين الخدمات التقليدية وابتكار اخرى.
- طابعها الاجتماعي.
- استخدام متعددات الوسائط : نص،صوت، صورة، فيديو.
- المرونة وسهولة التطوير وتحسين مستوى الأداء.
- تدفق المعلومات من المكتبة إلى المستفيد والعكس.
- استقطاب فئات جديدة من المستفيدين.
- اشراك المستفيد في اثراء المحتوى وتقديم الخدمات.
- تركز على التسويق والترويج.[4]

## وصلات خارجية
- (بالإنجليزية) Electronic Journal of Academic and Special Librarianship